# Eois primularis
Eois primularis är en fjärilsart som beskrevs av Louis Beethoven Prout 1922. Eois primularis ingår i släktet Eois och familjen mätare. Inga underarter finns listade i Catalogue of Life.